# Zonitis flaviceps
Zonitis flaviceps es una especie de coleóptero de la familia Meloidae.

## Distribución geográfica
Habita en el Río Swan (Australia).